# Real-Time Java
Real-Time Java ist eine Sammlung von Programmierschnittstellen, welche die Java-Technologie um harte Echtzeitfähigkeiten erweitert. Diese Real-Time Specification for Java (RTSJ) wurde als Java Specification Request 1 im Rahmen des Java Community Process entwickelt und als Standard im November 2001 verabschiedet. Aktuell wird an einer erweiterten Version der RTSJ im Rahmen des JSR 282 gearbeitet.

## Hintergründe
Einige der üblicherweise als Stärken von Java angesehenen Eigenschaften, wie beispielsweise die untrennbar mit der Sprache verbundene Garbage Collection, sowie die native Unterstützung von Threads und Nebenläufigkeit, machten eine direkte Verwendung von Java in harten Echtzeitsystemen unmöglich:
- Java unterstützt, wie die meisten der Betriebssysteme, für die Java angeboten wird, kein striktes auf Prioritäten basierendes Threading-Modell. Damit unterstützen die Lock-Mechanismen von Java keine Mechanismen zur Vermeidung der Prioritätsinversion wie beispielsweise Prioritätsgrenzen oder Prioritätsvererbung.
- Das Verhalten bestimmter Java Garbage Collectors kann Unterbrechungen unbegrenzter Dauer in der Programmausführung verursachen und untergräbt somit alle Echtzeitgarantien von Javaprogrammen.

Um diese Schwierigkeiten zu meistern, wurde die Real-Time Specification for Java (RTSJ) als Java Specification Request entwickelt. Sie ermöglicht es in Java, die obengenannten Hindernisse zu umgehen, in dem sie ein entsprechendes Threading-Modell einführt und es ermöglicht, die Java Virtual Machine durch weitere Threading-Modelle zu erweitern. Darüber hinaus definiert sie spezielle Speicherbereiche, welche nicht durch die herkömmliche Garbage Collection bereinigt werden, sondern durch realtimefähige Threads, welche nicht durch die Garbage Collection pausiert werden können.
Aktuelle Umsetzungen der RTSJ ermöglichen es, in Java harte und weiche Echtzeitanwendungen zu entwickeln. Zu den bekanntesten Implementierungen gehört die Referenzimplementierung von Timesys, IBMs WebSphere Real Time, Sun Microsystems Java SE Real-Time Systems, Aonix PERC und JamaicaVM von aicas.

## Entwicklung
Der seit Java 9 bei Servern standardmäßig eingesetzte „Garbage first Garbage Collector“ (G1GC) hat Zielvorgaben für die maximale Länge der Pausen, welche er bis auf seltene Ausnahmen auch erreicht. Damit sind weiche Echtzeitanwendungen in Java möglich.
Seit längerem existieren auch Garbage-Collectors, die Algorithmen verwenden, deren zeitliches Verhalten vorhersagbar ist und damit auch harte Echtzeit-Anwendungen in Java erlauben.